# Phycomyces microsporus
Phycomyces microsporus är en svampart som beskrevs av Tiegh. 1875. Phycomyces microsporus ingår i släktet Phycomyces och familjen Phycomycetaceae.   Inga underarter finns listade i Catalogue of Life.